# Port Lavaca
La ville de Port Lavaca (en anglais [ləvˈɑːkə]) est située dans le comté de Calhoun, dans l’État du Texas, aux États-Unis. Elle appartient à la Victoria metropolitan area et est située sur la baie de Matagorda. Sa population était de 12 035 habitants en 2000.

## Personnalité liée à la ville
Port Lavaca est la ville natale de Hope Dworaczyk, top-model et Playmate de l'année 2010 du magazine Playboy. 

## Source
- (en) Cet article est partiellement ou en totalité issu de l’article de Wikipédia en anglais intitulé « Port Lavaca, Texas » (voir la liste des auteurs).